# Чернодиб
Черноди́б (болг. Чернодъб) — село в Хасковській області Болгарії. Входить до складу общини Свиленград.

## Населення
За даними перепису населення 2011 року у селі проживали 95 осіб.
Національний склад населення села:
| Національність   | Кількість осіб | Відсоток |
| ---------------- | -------------- | -------- |
| болгари          | 86             | 90,5%    |
| турки            | 7              | 7,4%     |
| інша             | 0              | 0%       |
| Всього відповіли | 95             |          |

Розподіл населення за віком у 2011 році:
Динаміка населення: